# Lezáun
Lezáun település Spanyolországban, Navarra autonóm közösségben. Lezáun Yerri és Guesálaz községekkel határos. Lakosainak száma 247 fő (2024).

## Népesség
A település népessége az elmúlt években az alábbi módon változott:
| Lakosok száma | 275  | 263  | 270  | 266  | 264  | 263  | 252  | 242  | 247  | 247  |
|               | 2001 | 2004 | 2007 | 2009 | 2012 | 2014 | 2017 | 2019 | 2022 | 2024 |